# 巨人之星
《巨人之星》（日语：巨人の星）是梶原一騎原作、川崎伸作画的日本棒球漫画作品，且有續篇《新巨人之星》。讲述的是星飞雄马在父亲的训练下，成长为在棒球界以高速球闻名的投手的故事。在講談社《週刊少年Magazine》连载。1968年起三度被改編電視動畫。

## 登場角色
- 星飛雄馬（聲：古谷徹）
- 星一徹（聲：加藤精三）
- 星明子（聲：白石冬美）
- 伴宙太（聲：八奈見乘兒）

## 外部連結
- 巨人の星 作品介紹講談社Comic PLUS（日語）
- 新・巨人之星 作品介紹講談社Comic PLUS（日語）